# إيوانيس فيتفاتزيديس
إيوانيس فيتفاتزيديس (باليونانية: Ιωάννης Φετφατζίδης مواليد 21 ديسمبر 1990 في ذراما، اليونان) هو لاعب كرة قدم يوناني محترف. هو يلعب في منتخب اليونان لكرة القدم.
لعب سابقاً في النادي الأهلي السعودي ونادي الخور ونادي السيلية.

## روابط خارجية
- إيوانيس فيتفاتزيديس على موقع الاتحاد الدولي (مؤرشف)  (الإنجليزية)
- إيوانيس فيتفاتزيديس على موقع الاتحاد الأوربي (الإنجليزية)
- إيوانيس فيتفاتزيديس على موقع إي إس بي إن إف سي (الإنجليزية)
- إيوانيس فيتفاتزيديس على موقع قاعدة بيانات كرة القدم.إي يو (الإنجليزية)
- إيوانيس فيتفاتزيديس على موقع بيانات كرة القدم. دي إي (الألمانية)
- إيوانيس فيتفاتزيديس على موقع ناشيونال فوتبول تيمز (الإنجليزية)
- إيوانيس فيتفاتزيديس على موقع Soccerway.com (الإنجليزية)
- إيوانيس فيتفاتزيديس على موقع عالم كرة القدم.نت (الإنجليزية)
- إيوانيس فيتفاتزيديس على موقع كووورة
- إيوانيس فيتفاتزيديس على موقع AS.com (الإسبانية)